# Lillavaträsket
Lillavaträsket är en sjö i Bodens kommun i Norrbotten och ingår i Luleälvens huvudavrinningsområde. Lillavaträsket ligger i Rappomyran Natura 2000-område.